# Genre-Theorie
Die Genre-Theorie (von frz. genre für Gattung bzw. Stil) klassifiziert typische Merkmale erzählerischer literarischer oder filmischer Werke. Explizit dienen die Form der Erzählung, ihre Grundstimmung, ihr Thema und ihre Handlung sowie historische oder räumliche Bezüge der Geschichte als Mittel der Unterscheidung. Den Genres übergeordnet ist der allgemeinere Begriff der Gattung.
Der Begriff Genre als Unterbegriff der Gattung stammt aus der Literaturwissenschaft. Seit den 1970er Jahren hat er sich, von den USA ausgehend, in der Filmwissenschaft etabliert, wird aber auch in der Musikwissenschaft und in der Spielwissenschaft verwendet. Aufgrund der unterschiedlichen Ansätze ist der Begriff vielgestaltig und unterscheidet sich nur bedingt von anderen Allgemeinbegriffen wie Gattung, Format oder Textsorte.

## Genre und Gattung
Der Philosoph Aristoteles teilte in seiner Poetik die Dichtung in Epik, Lyrik und Drama ein und definierte damit die ersten Gattungen. Im Deutschen ergibt sich ein Verständnisproblem aus der Tatsache, dass die Begriffe Genre und Gattung gleichermaßen verwendet werden, je nach Kontext aber unterschiedliche Bedeutungen besitzen. Die Gattung gliedert der Tendenz nach die „hohe“ und das Genre die „niedere“ Kunst, ähnlich wie bei der Unterscheidung zwischen der „niederen“ Genremalerei und der „hohen“ Historienmalerei. Außerdem scheint die Gattung größere Werkgruppen zu bezeichnen als das Genre.
Das englische genre wird im Deutschen zwar mit Gattung übersetzt und umgekehrt; je nach Kontext und Autor können die beiden Begriffe aber divergierende Bedeutungen annehmen. In der Filmwissenschaft spricht man in der Regel von Genres und meint damit thematisch verbundene Filmgruppen wie Western oder Thriller. In der Literaturwissenschaft ist dagegen meist von Gattungen die Rede, wenn es sich um Bildungsroman oder bürgerliches Trauerspiel handelt. Das Genre ist aus dieser Sicht eher eine Mode, während die Gattung als Ausführung eines theoretischen Programms erscheint. Genretheorie ist den Genres, die sie beschreibt, nicht vorausgesetzt, wie eine Poetik es für die Gattungen zu sein versucht.

So ist es in der deutschsprachigen Filmwissenschaft durchaus üblich, ‚große‘ Gruppen wie Spiel- oder Dokumentarfilm als Gattung zu bezeichnen; in der Germanistik wiederum kommt auch der Ausdruck Genre zum Einsatz, meist als Bezeichnung für besonders stark typisierte, kommerziell ausgerichtete Literaturgattungen außerhalb oder am Rande des Literaturkanons. Der Arztroman ist beispielsweise typische Genreliteratur, der Roman wird dagegen als Gattung bezeichnet.
Auch hier gilt, dass diese Unterscheidung keineswegs überall gemacht wird. Es ist durchaus zulässig, den Kriminalroman als Gattung zu bezeichnen; den Roman als Genre zu betiteln, ist dagegen unüblich. Im Englischen wiederum besitzt genre eine ähnlich breite Bedeutung wie Gattung im Deutschen: Gothic Novel, romance oder poetry sind „genres“. Der unterschiedliche Sprachgebrauch führt nicht selten zu Verwirrung. Für Englischsprachige stellt die Behauptung, der nonfiction film sei ein genre, kein Problem dar, im deutschsprachigen Kontext führt diese Feststellung dagegen meist zu heftigen Diskussionen, weil Genre hier normalerweise als kleinere Einheit verstanden wird.

## Definitionsprobleme
Wenn die Merkmale eines Genres nicht durch eine Poetik definiert sind wie beim Regeldrama der französischen Klassik, stellen sich bei jeder Zuordnung die Probleme der Induktion: Ein Film wird im Vergleich mit anderen Filmen dem Genre des Westerns oder des Horrorfilms zugeordnet. Es gibt keine vorgegebene Norm als feste Bezugsgröße. Wie soll man jedoch feststellen, zu welchem Genre ein Werk gehört, wenn ein Genre lediglich ein Kanon von Werken ist, den man mehr oder weniger willkürlich festlegen muss, da eine vollständige Beschreibung aller relevanten Merkmale nicht oder nur aus den Werken selbst hergeleitet werden kann?
Janet Staiger erklärt, es gebe vier Arten, Genres festzulegen, ohne der Wissenschaft, der Kritik, dem Publikum oder dem Markt den Vorzug zu geben: 1. Die Bestimmung eines idealen Vorbilds, mit dem die übrigen Exponenten des Genres verglichen werden. (idealist method) 2. Der Versuch, auf inhaltliche Gemeinsamkeiten zu schließen. (empiricist method) 3. Die schlichte Festlegung, was zu einem Genre gehören soll (a priori method). 4. Die Untersuchung gesellschaftlicher Erwartungen, die zu Genres führen (social convention method). Tzvetan Todorov hat 1970 festgestellt, dass historisch gewachsene und theoretisch modellierte Genres selten identisch sind und sich die Vorstellungen der Wissenschaft daher von den Konventionen des Marktes unterscheiden. Seither hat sich auch die Wissenschaft vermehrt mit den Marktstrukturen auseinandergesetzt, aus denen Genre-Begriffe hervorgegangen sind, statt auf eigenen Einteilungen zu beharren.
Erschwerend kommt hinzu, dass jedes Werk sich mit den Genre-Traditionen auseinandersetzt und neue Elemente einführt, beziehungsweise alte weglässt oder uminterpretiert. Sonst wäre es zu vorhersehbar und klischeehaft. Da das Publikum mit einem Genre gewisse Erwartungen verknüpft, ist das Werk stereotyp, wenn sie alle erfüllt, und unverständlich, wenn sie alle enttäuscht werden.
Beispiel: Die Erwartung des Publikums, einen Western zu sehen, wird durch Filme dieser Art aufgebaut. Wenn sich zwei Männer auf einer Straße gegenüberstehen, wird es zum Beispiel mit einer Schießerei rechnen. Wenn solche Erwartungen alle erfüllt werden, entspricht der Film zwar in jeder Hinsicht dem Genre, ist aus diesem Grund aber vielleicht nicht interessant genug. Wenn zu viele dieser Erwartungen enttäuscht werden, kann sich ein Teil des Publikums nicht mehr orientieren.

## Abhängigkeit von historischen Prozessen
Wenn ein neues Werk unweigerlich neue Elemente einbringen muss, verändert sich die Definition eines Genres im Laufe der Zeit. Genres sind demnach historischen Prozessen unterworfen und beziehen sich immer auf bereits vorhandene Werke, neue können sie nicht vollständig beschreiben. In diesen Prozessen spielen gesellschaftliche Veränderungen eine wichtige Rolle, da der Konsens über ein Genre letztlich ein gesellschaftlicher Konsens ist.
Beispiel: Lange Zeit wurden in Western-Filmen Indianer nur als primitive Bösewichte gezeigt, die in Massen über harmlose Siedler herfielen und im letzten Moment von der Kavallerie vertrieben wurden (was in Teilen eine Anspielung auf den Kalten Krieg und die damit verbundene „rote Gefahr“, den Kommunismus, darstellte). Filme wie Little Big Man oder Der mit dem Wolf tanzt änderten in einem neuen gesellschaftlichen Umfeld dieses Bild und wiesen den Ureinwohnern einen neuen Platz zu.
Verschiedene Parteien tragen also zur Bildung und Weiterentwicklung von Genres bei: Einmal die Produzenten und Autoren durch den Versuch, die Publikumsreaktionen auf bestimmte ästhetische Muster zu kalkulieren, zum anderen das Publikum selbst, das eine Erwartungshaltung aufgebaut hat, und nicht zuletzt die Kritiker, die als Motor der Entwicklung dienen und den analytischen Hintergrund liefern.
Die Genre-Theorie beschäftigt sich mit all diesen Fragen und hat komplexe Erklärungssysteme entworfen. Trotzdem bleiben viele Fragen offen, zum Beispiel zum Verhältnis von Autor und Genre.